# Неклюдово (деревня, Гусь-Хрустальный район)
Неклюдово — деревня в Гусь-Хрустальном районе Владимирской области России, входит в состав муниципального образования «Посёлок Иванищи».

## География
Деревня расположена в 11 км на северо-восток от центра поселения посёлка Иванищи и в 36 км на север от Гусь-Хрустального. К деревне примыкает посёлок Неклюдово, в котором находится железнодорожная станция Неклюдово на линии Владимир — Тумская.

## История
Деревня впервые упоминается в писцовых книгах монастырских и церковных земель Владимирского уезда 1637-1647 годов в составе Александровского прихода, в ней числилось 3 двора крестьянских.
В XIX — первой четверти XX века деревня входила в состав Авдотьинской волости Судогодского уезда. В 1859 году в деревне числилось 5 дворов, в 1905 году — 54 двора.
С 1929 года деревня являлась центром Неклюдовского сельсовета Гусь-Хрустального района, с 2005 года — в составе муниципального образования «Посёлок Иванищи».

## Население
| 1859 | 1905 | 1926 | 2002 | 2010 | 2021 |
| ---- | ---- | ---- | ---- | ---- | ---- |
| 36   | ↗230 | ↗413 | ↘236 | ↘142 | ↗191 |

## Инфраструктура
В деревне находятся Неклюдовская основная общеобразовательная школа (образована в 1928 году), которая с 2008 года носит имя Героя Советского Союза Б.В. Курцева, детский сад №34, фельдшерско-акушерский пункт.

## Известные люди
В деревне родился Борис Викторович Курцев — участник Великой Отечественной войны, Герой Советского Союза.